# USS Boise (CL-47)

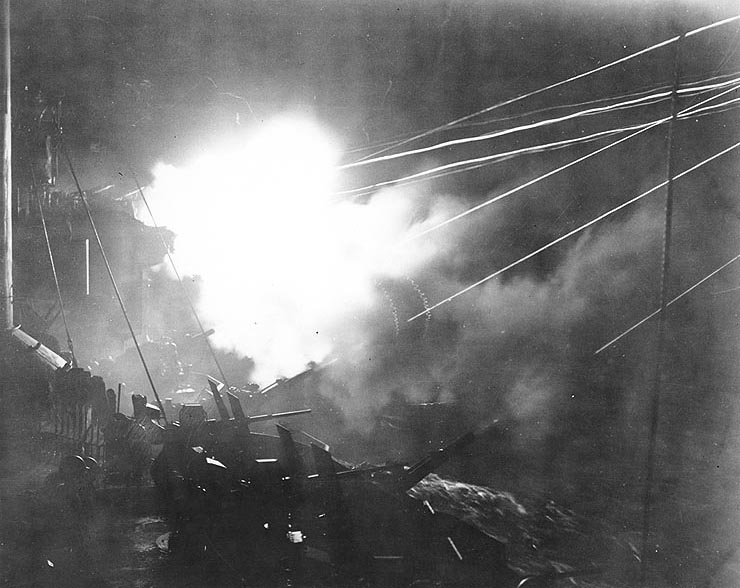
„Boise” ostrzeliwuje pozycje japońskie na Nowej Gwinei, początek 1944

USS Boise (CL-47) – amerykański krążownik lekki typu Brooklyn. Brał udział w działaniach II wojny światowej na Pacyfiku. Później sprzedany Argentynie służył pod nazwą ARA „Nueve de Julio”. Okręt nosił nazwę pochodzącą od miasta Boise, stolicy stanu Idaho.
„Boise” został zwodowany 3 grudnia 1936 w stoczni Newport News Shipbuilding and Dry Dock Company w Newport News. Matką chrzestna była Salome Clark, córka gubernatora Idaho Clarka. Wszedł do służby 12 sierpnia 1938, pierwszym dowódcą został komandor Benjamin Vaughan McCandlish.

## Służba pod banderą amerykańską
W lutym 1939, po odbyciu dziewiczego rejsu do Monrovii w Liberii i Kapsztadu, „Boise” dołączył do 9 Eskadry Krążowników (ang. Division 9, Cruisers, Battle Force) stacjonującej w San Pedro. Do listopada 1941 operował w rejonie zachodniego wybrzeża USA i na wodach hawajskich. Eskortował konwój do Manili na Filipinach, gdzie dotarł 4 grudnia 1941.
Wybuch II wojny światowej na Pacyfiku 8 grudnia 1941 zastał okręt w pobliżu wyspy Cebu. Dołączył do TF 5 w Indiach Wschodnich, ale 21 stycznia 1942 wszedł na nieoznakowaną na mapach mieliznę w cieśninie Sape i musiał się udać przez Colombo na Cejlonie, Bombaj w Indiach do stoczni Mare Island Navy Yard na naprawy. Po remoncie popłynął 22 czerwca 142 w eskorcie konwoju do Auckland na Nowej Zelandii. Wrócił do Pearl Harbor i w dniach 31 lipca – 10 sierpnia 1942 przeprowadził rajd na japońskie wody w celu odciągnięcia uwagi wroga od lądowania na Guadalcanal. W sierpniu eskortował konwój płynący na Fidżi i Nowe Hebrydy. Pomiędzy 14 a 18 września pomagał marines lądującym w ramach wzmocnień na Guadalcanal. W czasie ciężkich walk został trafiony przez japoński krążownik w magazyny, co zabiło wszystkich w pobliżu pierwszej, drugiej i trzeciej wieży artyleryjskiej podczas bitwy koło przylądka Ésperance, zginęło 107 marynarzy. Pod dowództwem komandora „Mike” Morana, który później został odznaczony Krzyżem Marynarki za dowodzenie w czasie akcji, „Boise” udał się w podróż do Philadelphia Naval Shipyard, gdzie przeszedł remont (19 listopada 1942 - 20 marca 1943).
„Boise” wypłynął 8 czerwca 1943 w kierunku Morza Śródziemnego. Do Algieru dotarł 21 czerwca. Pomiędzy 10 lipca a 18 sierpnia 1943 osłaniał i wspierał ogniem artyleryjskim lądowanie na Sycylii. We wrześniu wziął udział w desancie na Włochy w Taranto (9–10 września) oraz Salerno (12 - 19 września). Wrócił do Nowego Jorku 15 listopada 1943 i po raz kolejny popłynął w rejon południowego Pacyfiku. Do Milne Bay na Nowej Gwinei dopłynął 31 grudnia.
W okresie od stycznia do września 1944 okręt brał udział w operacjach na północnym brzegu Nowej Gwinei w tym w: bombardowaniu rejonu Madang–Alexishafen (25–26 stycznia); lądowaniu w zatoce Humboldta (22 kwietnia); bombardowaniu rejonu Wakde–Sawar (29 – 30 kwietnia); lądowaniu w rejonie Wakde–Toem (15–25 maja); lądowania w rejonie Biak (25 maja – 10 czerwca); lądowania w rejonie Noemfoor (1–2 lipca); lądowania w rejonie Cape Sansapor (27 lipca – 31 sierpnia); okupowania Morotai (1–30 września). Krążownik popłynął następnie na północ, gdy front przeniósł się na Filipiny. W tym czasie wziął udział w: lądowaniu w Leyte (20–24 października); bitwie w cieśninie Surigao (25 października); lądowaniu na Mindoro (12–17 grudnia); wspieraniu działań wojsk lądowych na Mindoro (26–29 grudnia); lądowaniu w zatoce Lingayen (9 - 13 stycznia 1945); wspieraniu wojsk na Luzonie (14–31 stycznia); okupacji rejonu Bataan-Corregidor (13–17 lutego) oraz lądowania w rejonie Zamboanga (8–12 marca). Został następnie przeniesiony w rejon Borneo by osłaniać lądowanie na wyspie Tarakan (27 kwietnia – 3 maja). W dniach 3–16 czerwca przewoził generała MacArthura w czasie 35 000 milowej podróży po centralnych i południowych Filipinach oraz zatoce Brunejskiej na Borneo. Następnie wrócił do San Diego, gdzie dotarł 7 lipca.
Krążownik pozostał w rejonie San Pedro, gdzie przeszedł przegląd oraz prowadził szkolenia. 3 października wypłynął w kierunku wschodniego wybrzeża USA. Do Nowego Jorku dotarł 20 października. „Boise” pozostawał tam do czasu wycofania ze służby 1 lipca 1946.
Okręt otrzymał 11 odznaczeń battle star za służbę w czasie II wojny światowej.

## Służba pod banderą argentyńską
Jednostkę sprzedano Argentynie 11 stycznia 1951 wraz ze siostrzanym USS "Phoenix". Pod nową banderą wszedł do służby jako ARA „Nueve de Julio” („9 lipca”, argentyński Dzień Niepodległości). W czasie służby uczestniczył w Revolución Libertadora, ostrzeliwując magazyny paliw i inne cele w okolicach miasta Mar del Plata 19 września 1955. Pozostał w służbie do 1978, gdy został wycofany ze służby i przeholowany do Japonii w celu zezłomowania.